# 青檸

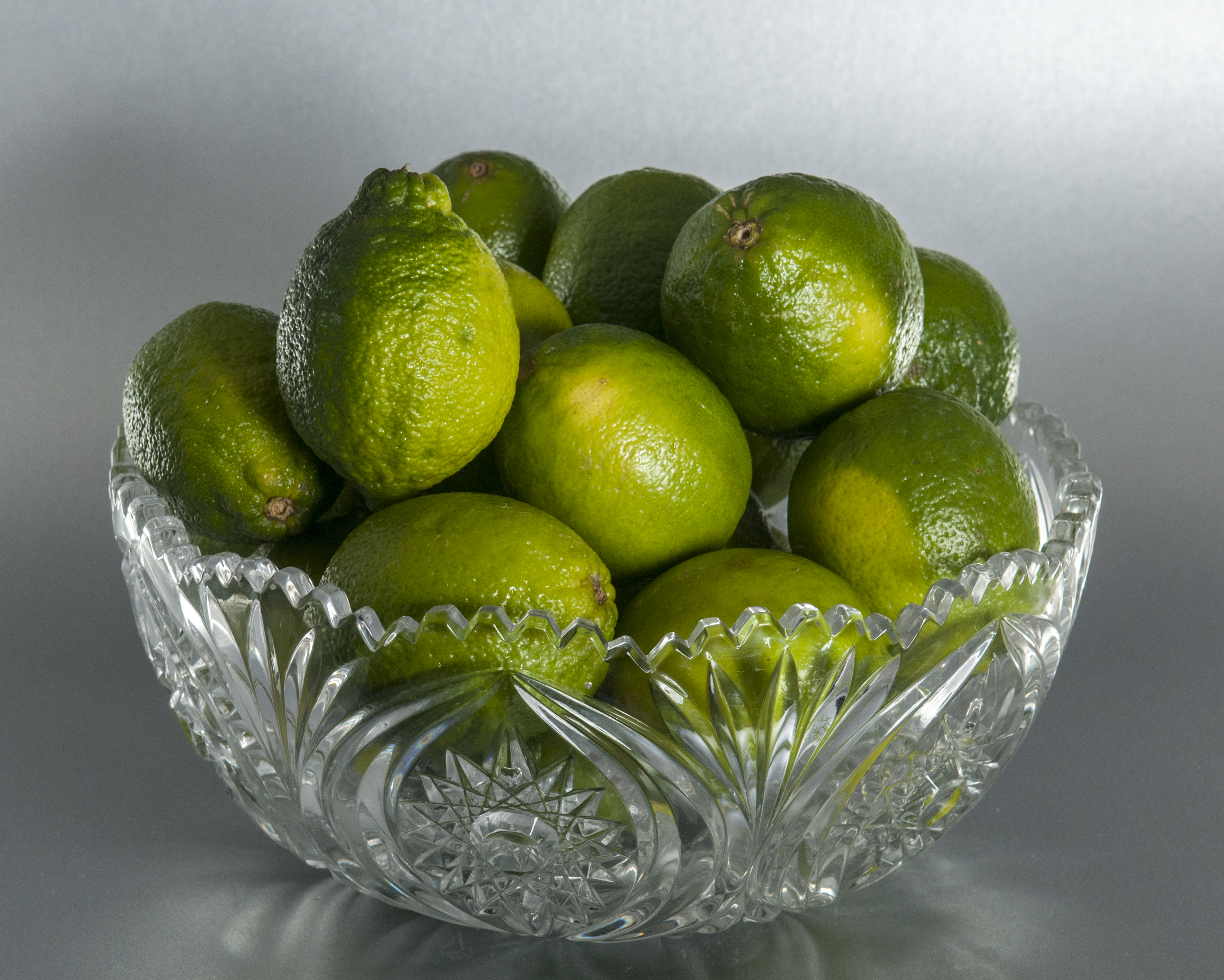

萊姆（lime）又稱萊姆檸檬、酸橙、，文獻也稱来檬、绿檬，是芸香科柑橘屬其中數種植物的統稱，其果實的特徵是淡黄绿色的球形、椭球形或倒卵形，直徑約4至5厘米。
由於亞熱帶與熱帶地區出產的檸檬也是呈現綠色的果皮，因此萊姆常被這些地區的民眾誤認為檸檬（或者稱之為無籽檸檬），而把枸櫞誤認為萊姆。

## 萊姆的種類
- 澳洲青檸
  - 澳洲沙漠青檸（Citrus glauca）
  - 澳洲手指青檸（Citrus australasica）
  - 澳洲圓青檸（Citrus australis）
- 血紅青檸
- 泰國青檸（Citrus hystrix，又名kieffer lime、makrut lime）又名箭叶橙
- 墨西哥萊姆（Citrus aurantifolia，又名墨西哥萊檬、西印度萊姆、酒保青柠）
- 巴勒斯坦甜青檸（Citrus limettioides）
- 波斯青檸（Citrus × latifolia，又名塔希提萊姆或比尔斯青柠）
- 甜青檸（Citrus limetta，又名地中海甜柠檬）
- 野生青檸（Adelia ricinella）
- 雜交青檸（Citrus × floridana，lime × kumquat）